# Clostridium haemolyticum
Clostridium haemolyticum è una specie di batterio appartenente alla famiglia delle Clostridiaceae.